# Manuscrito Bakhshali

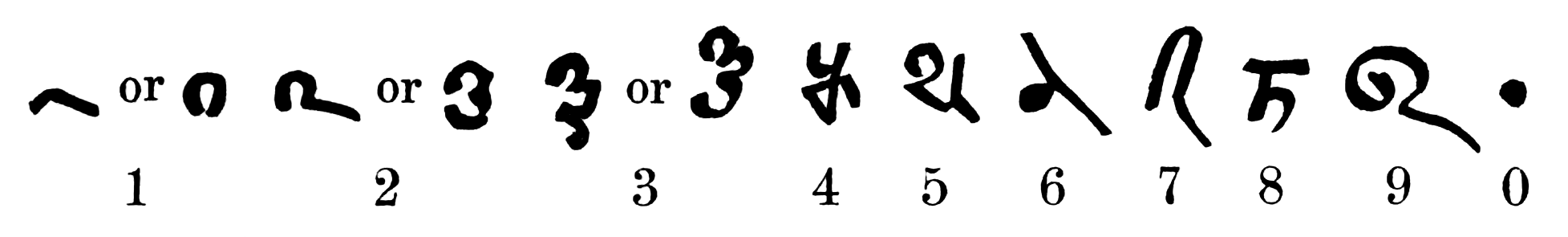

O Manuscrito Bakhshali é um manuscrito matemático escrito em casca de bétula, que foi encontrado em 1881 perto da aldeia de Bakhshali na província de Khyber Pakhtunkhwa do Paquistão. É notável por ser "o mais antigo manuscrito sobrevivente em matemática indiana".
Uma nova pesquisa de datação por carbono revelou que o Manuscrito Bakhshali é do século III ou IV, aproximadamente quinhentos anos mais antigo do que os cientistas acreditavam, o que faz dele a primeira origem registrada no subcontinente indiano para o símbolo zero.